# Jaap Valkhoff

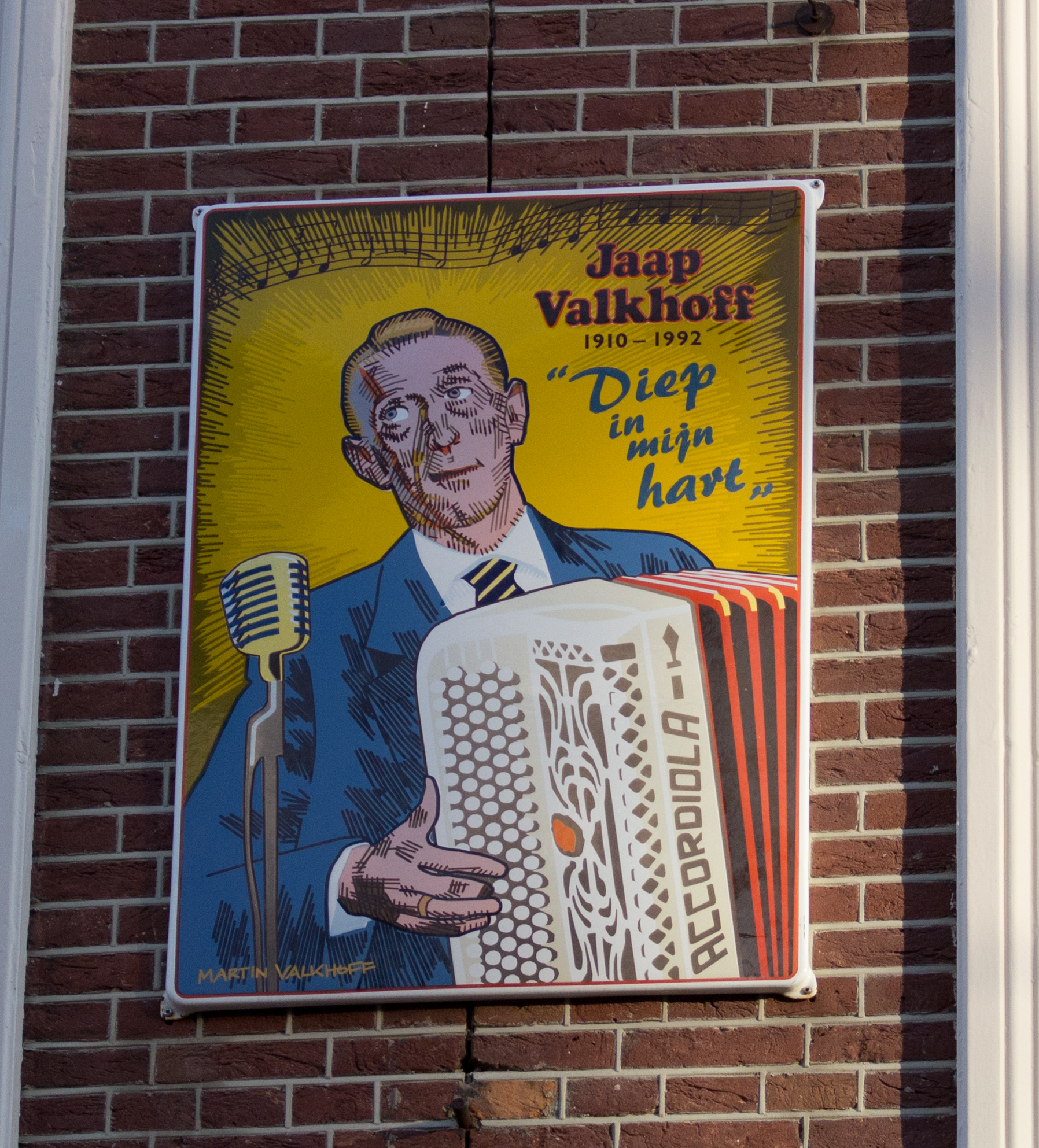
Portret van Jaap Valkhoff door Martin Valkhoff in de Jazzroute Rotterdam

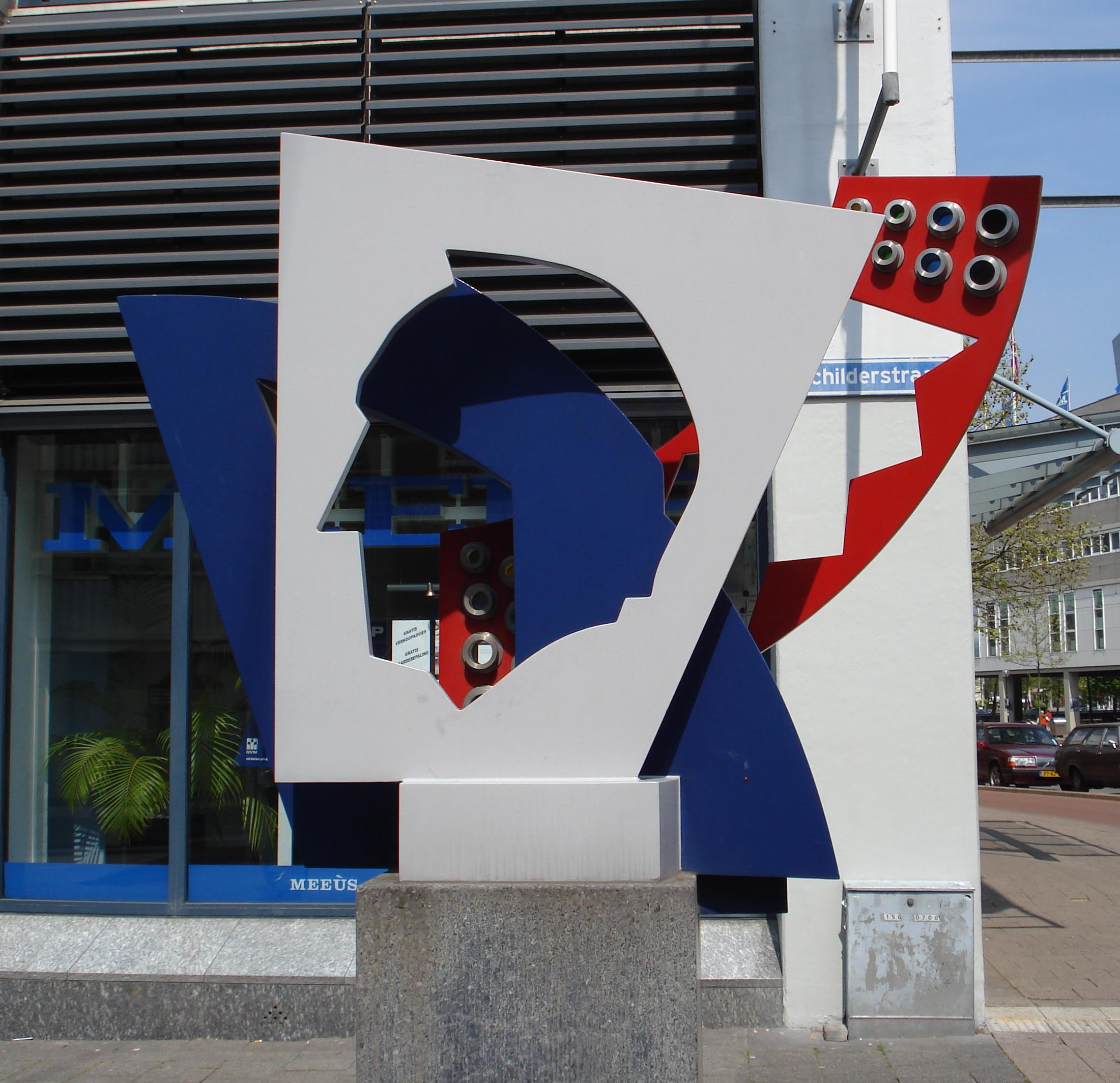
Monument voor Jaap Valkhoff getiteld 'Langs de Maas' gemaakt door Cor Kraat

Jacobus (Jaap) Valkhoff (Rotterdam, 16 augustus 1910 – Schiedam, 3 juli 1992) was een Nederlands zanger, accordeonist, saxofonist, componist en tekstschrijver.
Valkhoff was een pionier van de Nederlandse jazz. In de jaren rond de Tweede Wereldoorlog componeerde hij liedjes als Denk jij nog aan dien tijd en Diep in mijn hart, die gezongen werden door Nelly Verschuur, de vaste vocaliste van het dansorkest van Dick Willebrandts.
Na de oorlog had Valkhoff zijn eigen orkest. Zijn herkenningsmelodie was het lied Ik ben Japie de Portier. Ook trad hij regelmatig op als accordeonist bij The Three Jacksons. Zijn bekendste tekst schreef hij in 1961 op verzoek van Johnny Hoes: Hand In Hand, Kameraden, die werd gezongen door Jacky van Dam. De melodie was toen al ruim zeventig jaar oud en er zijn vele versies van gemaakt, waaronder een voor Ajax, maar de tekst over Feyenoord bleek uiteindelijk de langste adem te hebben.
Valkhoff schreef ook liederen voor andere artiesten, met name voor Tante Leen, waaronder haar bekendste lied Oh Johnny. Onder het pseudoniem "Slome Japie" had hij in 1965 een hit met Ik heb mijn hart op Katendrecht verloren, een parodie op het Duitse Ich hab' mein Herz in Heidelberg verloren van de Oostenrijkse componist Fred Raymond. Daarnaast speelde hij onder andere in het dansorkest Accordeola.
In 1992 ontving Valkhoff van de stad Rotterdam de Erasmusspeld.
Valkhoff was in 1992 het slachtoffer van een verkeersongeval in Hoek van Holland. Hij overleed aan de gevolgen op 81-jarige leeftijd. 
In 1998 werd Valkhoff geëerd met een kunstwerk, onthuld door de Rotterdamse wethouder Hans Kombrink, op de hoek van de Schilderstraat en Schiedamsedijk.